# بورکاردروته
بورکاردروته (به آلمانی: Burkardroth) یک منطقهٔ مسکونی در آلمان است که در باد کیسینگن واقع شده‌است. بورکاردروته ۷٬۹۲۰ نفر جمعیت دارد.